# Nikitari
Nikitari (grško Νικητάρι) je vas na Cipru. Leži v okrožju Nikozija, zgrajena 47 km jugozahodno od glavnega mesta. Znamenitost Nikitarija je bizantinska cerkev Asinou, spomenik svetovne kulturne dediščine UNESCO.
Na sprehodu po Nikitariju se lahko poleg kulturnega zaklada iz 12. stoletja, cerkve Panagia Asinou, odkrije cerkev Ioannis Prodromos, hiše priljubljene arhitekture in rekreacijske objekte in restavracije.
Po štetju leta 2001 je bilo v vasi 426 prebivalcev, po štetju leta 2011 pa 447.

## Zgodovina
Glede na Veliko ciprsko enciklopedijo, ki citira Stephanosa Vyzantiosa, je bilo na mestu, kjer danes stoji Nikitari, nekoč zgrajeno starodavno naselje z imenom »Assinni«. Karouzis pojasnjuje, da so se naseljenci iz Asinija s Pelopona naselili v 11. stoletju. Obstoj naselja potrjujejo stari zemljevidi, na katerih je označeno ime »Assinni«. Omeniti velja, da cerkev Panagia nosi isti toponim.
Po de Mas Latriju je bila med ffFranki|frankovsko]] okupacijo vas eden od fevdov, ki so pripadali kraljevim Marathasi. Podobno kot Mas Latri sta se Florios Voustronios in G. Jeffery sklicevala na Nikitari. Po eni strani Florios Voustronios, kot ohranja Karouzis, omenja imeni dveh fevdalnih voditeljev 15. stoletja, to sta Ioannis Flatros in Ioannis Siglitikos, medtem ko G. Jeffery o vasi ugotavlja naslednje: Chittari. Velika ciprska enciklopedija razlaga to sklicevanje kot frankovsko spremembo imena Nikitari. Vas pa je navedena tudi z drugimi podobnimi imeni, kot je Nichitari. Omeniti je treba, da lokalni jezikovni idiom vas danes imenuje Nitzitarin.
Kar zadeva tradicijo, je poimenovanje vasi povezano s svetim Nikito, škofom Chytresa.

## Unescova dediščina - Panagia tis Asinou
Zelo blizu Nikitarija (5 km) je cerkev Asinou, Panagia tis Asinou (grško Παναγία της Ασίνου), imenovana tudi Panagia Forviotissa (grško Παναγία Φορβιώτισσας). To je cerkev iz 12. stoletja, posvečena Devici Mariji, s freskami iz 12. stoletja in kasnejših obdobij, ki veljajo za enega najboljših primerov bizantinskega stenskega slikarstva na otoku Ciper. Leta 1985 je bila uvrščena na Unescov seznam svetovne dediščine skupaj z devetimi drugimi poslikanimi cerkvami v regiji Troödos zaradi njihovega izjemnega umetniškega dela in pričevanja o zgodovini bizantinske vladavine na Cipru.
- Panagia tis Asinou

## Naravno okolje
V Nikitariju se obdelani kosi zemlje mešajo s prostranstvi divjega rastlinja in tako ustvarjajo veličastno podobo. Na eni strani se raztezajo površine žita, citrusov, zelenjave, vinske trte in oljk, na drugi strani pa se raztezajo površine, pokrite z divjo vegetacijo, kot je grmičevje. Omeniti velja, da velik del vasi pokrivata državni gozd Adelfoi in skupnosti park. Tu je tudi več pohodnih poti.

## Zanimivosti
- Samostan Panagia Asinou
- Cerkev Ioannis Prodromos; ta cerkev je bila deležna vzdrževalnih del, ki so bila zaključena leta 2010. Je kamnita cerkev s strmo streho, pokrito s strešniki. Po Gunnisu (1936), kot je to zapisano v Veliki ciprski enciklopediji, je bilo mogoče videti pomembne ikone iz 17. stoletja, pa tudi evangelij iz 16. stoletja in natančneje iz leta 1570, ki nosi platnico z medeninastim okrasjem.
- Ostanki beneškega vodnega mlina
- Stare hiše
- Stari kamniti mostovi
- Ostanki peči, ki so jih uporabljali za predelavo borove smole, so bile zgrajene v zemlji in so bile sestavljale iz dveh jam, ena višja in večja od druge. Na dnu te jame je bil kanal, ki je rahlo nagnjen vodil do manjše jame, tako imenovane »katalatsi«. V starih časih je bil borov katran dragocen material, ki so ga uporabljali industrija in farmacija.
- Pefkos Kriou Nerou je 170 let staro drevo.